# Spis sumaryczny w 1946 roku
Powszechny sumaryczny spis ludności cywilnej w 1946 roku – pierwszy spis ludności przeprowadzony w Polsce po II wojnie światowej. Został przeprowadzony według stanu o północy z 13 na 14 lutego 1946.

## Synteza
II wojna światowa spowodowała w Polsce tak wielkie zmiany ludnościowe, że szacunki liczby ludności kraju w nowych granicach wahały się w granicach 18–25 mln. Ustalenie stanu ludności, jej rozmieszczenia i podstawowych cech było niezbędne do przygotowania planów odbudowy, akcji osadniczo-przesiedleńczej i aprowizacji ludności. Główny Urząd Statystyczny podejmował przygotowania do przeprowadzenia spisu w czerwcu 1945, ale ówczesne trudności stanęły temu na przeszkodzie. Decyzja w sprawie przeprowadzenia powszechnego sumarycznego (tj. nie imiennego i z ograniczoną liczbą pytań) spisu ludności cywilnej zapadła na posiedzeniu Rady Ministrów w dniu 10 stycznia 1946.
Spis sumaryczny pozwolił na ustalenie stanu i struktury ludności według trzech grup wieku (poniżej 18 lat, 18–59 lat, 60 lat i więcej), dwóch płci oraz czterech narodowości:
- Polaków wraz z osobami zweryfikowanymi bądź zrehabilitowanymi do dnia spisu;
- osób, co do których toczyło się postępowanie rehabilitacyjne lub weryfikacyjne;
- Niemców;
- innych narodowości (w spisie tym, po raz drugi – poprzednio w 1921 – i ostatni w XX wieku, pojawiło się pytanie o narodowość).

Z uwagi na aktywną działalność ukraińskich ugrupowań terrorystycznych w powiecie leskim (województwo rzeszowskie) spisu nie przeprowadzono w gminach: Cisna, Stuposiany, Tarnawa Niżna, Wołkowyja i Zatwarnica oraz w 14 gromadach gmin Baligród i Łukowe. Wstępne wyniki spisu podano w prasie dnia 26 marca 1946, a w podziale według płci i trzech podstawowych grup wieku, województw (z podaniem liczby Polaków, Niemców i innych), powiatów, miast i gmin wiejskich ukazały się w 1947, nakładem GUS. Zapowiedziana publikacja, zawierająca dane o ludności w podziale według narodowości, nie ukazała się nigdy.
Bardziej dokładne spisy przeprowadzono w Warszawie i Poznaniu.
Według spisu, liczba ludności Polski w 1946 wynosiła 23 929 757.
Wyniki spisu szybko uległy przedawnieniu z powodu masowej repatriacji, wysiedleń i przesiedleń.
Równolegle do spisu sumarycznego przeprowadzono na Ziemiach Odzyskanych spis osób urodzonych w latach 1927–1946 dla potrzeb administracji szkolnej (analogiczny spis na ziemiach dawnych odbył się 24 czerwca 1945).

## Ludność według województw
Źródło: PSSL 1946 ↓, s. 1-4.
| Województwo       | Liczba ludności | Liczba ludności | Liczba ludności |
| Województwo       | ogółem          | miejska         | wiejska         |
| ----------------- | --------------- | --------------- | --------------- |
| białostockie      | 917 563         | 176 321         | 741 242         |
| gdańskie          | 732 150         | 366 313         | 365 837         |
| kieleckie         | 1 717 303       | 363 997         | 1 353 306       |
| krakowskie        | 2 133 389       | 579 848         | 1 553 541       |
| lubelskie         | 1 889 650       | 310 946         | 1 578 704       |
| łódzkie           | 1 772 420       | 364 326         | 1 408 094       |
| Łódź (miasto)     | 496 929         | 496 929         | nd.             |
| olsztyńskie       | 351 828         | 101 857         | 249 971         |
| pomorskie         | 1 406 453       | 540 325         | 866 128         |
| poznańskie        | 2 422 113       | 886 901         | 1 535 212       |
| rzeszowskie       | 1 535 400       | 235 403         | 1 299 997       |
| szczecińskie      | 892 567         | 307 468         | 585 099         |
| śląskie           | 2 823 351       | 1 095 720       | 1 727 631       |
| Warszawa (miasto) | 478 755         | 478 755         | nd.             |
| warszawskie       | 2 114 415       | 360 585         | 1 753 830       |
| wrocławskie       | 1 941 149       | 758 895         | 1 182 254       |
| Polska            | 23 929 757      | 7 424 589       | 16 200 846      |